# Ottilie Gerhäuser-Saint-Georges
Ottilie Gerhäuser-Saint-Georges (* 10. Januar 1871 in Wiesbaden; † 26. Februar 1955 ebenda) war eine deutsche Schauspielerin.
Saint-Georges wurde als Tochter eines preußischen Rentmeisters geboren. Ihre Schauspielkunst erlernte sie unter anderem bei Max Martersteig am Theater in Mannheim.
In ihrer ersten Rolle war Saint-Georges am Theater in Heidelberg zu sehen. Später führten Engagements sie nach Gera und Chemnitz. 1894 wurde sie Mitglied des Ensembles am Hoftheater Karlsruhe und 1901 ging sie an das Neue Schauspielhaus München.
Die größten Erfolge ihrer Karriere feierte Gerhäuser-Saint-Georges  am Staatstheater Wiesbaden, dessen Ensemble sie von 1925 bis 1943 ununterbrochen angehörte. Für ihre schauspielerische Leistung wurde ihr dort der Titel einer Staatsschauspielerin verliehen.
Gerhäuser-Saint-Georges war mit dem Tenor Emil Gerhäuser verheiratet.